# Тайлеп
Тайле́п (рос. Тайлеп) — селище у складі Новокузнецького району Кемеровської області, Росія. Входить до складу Сосновського сільського поселення.

## Населення
Населення — 248 осіб (2010; 277 у 2002).
Національний склад (станом на 2002 рік):
- росіяни — 84 %